# Airmax BW
Airmax BW is een lied van de Nederlandse rapper Kevin. Het werd in 2022 als single uitgebracht en stond in 2023 als vierde track op het album Wonderland.

## Achtergrond
Airmax BW is geschreven door Joey Moehamadsaleh en Kevin de Gier en geproduceerd door Jordan Wayne. Het is een lied uit het genre nederhop. De titel van het lied verwijst naar de schoen Nike Air Max BW van Nike. In het lied rapt de artiest over zijn succes en vooral waar hij vandaan komt. De rapper bracht het nummer voor het eerst ten gehore bij zijn optreden in Rotterdam Ahoy in 2022. Het is de eerste solosingle van de artiest in 2022. De single heeft in Nederland de gouden status.

## Hitnoteringen
De rapper had verschillend succes met het lied in de Nederlandse hitlijsten. Het piekte op de zevende plaats van de Single Top 100 en stond vijf weken in deze hitlijst. De Top 40 werd niet bereikt; het lied bleef steken op de elfde plaats van de Tipparade.